# Discographie de The Verve

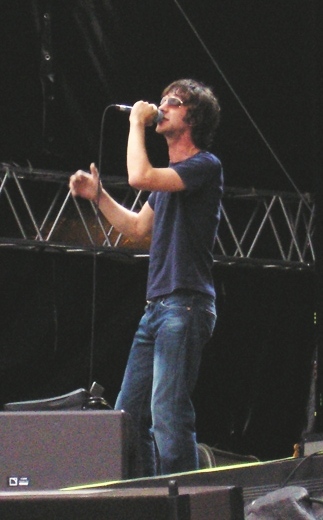
Richard Ashcroft

Voici la discographie du groupe de rock anglais The Verve.

## Albums Studio
| Année | Détails                                                                  | Charts | Charts | Charts | Charts | Charts | Charts | Charts | Charts | Charts | Charts | Charts | Charts | Charts | Charts | Certifications                                                     |
| Année | Détails                                                                  | UK     | AUS    | AUT    | BEL    | CAN ,  | CHE    | FIN    | FRA    | GER    | NLD    | NZL    | NOR    | SWE    | US     | Certifications                                                     |
| ----- | ------------------------------------------------------------------------ | ------ | ------ | ------ | ------ | ------ | ------ | ------ | ------ | ------ | ------ | ------ | ------ | ------ | ------ | ------------------------------------------------------------------ |
| 1993  | A Storm in Heaven - Sortie: 21 June 1993 - Label: Vernon Yard/Hut/Virgin | 27     | —      | —      | —      | —      | —      | —      | —      | —      | —      | —      | —      | —      | —      |                                                                    |
| 1995  | A Northern Soul - Sortie: 3 July 1995 - Label: Vernon Yard/Hut/Virgin    | 13     | —      | —      | —      | —      | —      | —      | —      | —      | —      | —      | —      | —      | —      | - UK: Or                                                           |
| 1997  | Urban Hymns - Sortie: 29 September 1997 - Label: Hut/Virgin              | 1      | 9      | 9      | 11     | 15     | 13     | 4      | 9      | 11     | 16     | 1      | 4      | 1      | 23     | - UK: 8x Platine - AUS: 3x Platine - CAN: 2x Platine - US: Platine |
| 2008  | Forth - Sortie: 25 August 2008 - Label: Parlophone/Megaforce/EMI         | 1      | 20     | 11     | 8      | 12     | 6      | 30     | 31     | 10     | 16     | 10     | 38     | 34     | 23     | - UK: Or - IRE: Or                                                 |

## EP et compilations
| Date              | Titre                            | Libellé                 | Label             | Charts | Charts | Certifications      |
| Date              | Titre                            | Libellé                 | Label             | UK     | IRE    | Certifications      |
| ----------------- | -------------------------------- | ----------------------- | ----------------- | ------ | ------ | ------------------- |
| 7 décembre 1992   | Verve EP                         | EP                      | Vernon Yard / Hut | 54     | 87     | -                   |
| 1993              | Voyager 1 EP                     | EP promotionnel         | Jolly Roger       | -      | -      | -                   |
| 17 mai 1994       | No Come Down                     | Compilations de faces B | Vernon Yard / Hut | 43     | 59     | -                   |
| 17 mai 1997       | Five by Five (en)                | EP promotionnel         | Vernon Yard / Hut | -      | -      | -                   |
| 1er novembre 2004 | This Is Music: The Singles 92-98 | Compilation de singles  | EMI / Virgin      | 5      | 17     | - UK: Or - IRE: Or, |

## Singles
| Date                                        | Title                   | Peak chart positions | Peak chart positions | Peak chart positions | Peak chart positions | Peak chart positions | Peak chart positions | Peak chart positions | Peak chart positions | Peak chart positions | Peak chart positions | Peak chart positions | Peak chart positions | Peak chart positions | Peak chart positions | Peak chart positions | Peak chart positions | Peak chart positions | Peak chart positions | Peak chart positions | Album             |
| Date                                        | Title                   | U.K. ,               | U.K. Indie           | IRE                  | AUS ,                | AUT                  | BEL                  | CAN                  | CHE                  | DAN                  | FIN                  | FRA                  | GER                  | ITA                  | NLD                  | NZL                  | NOR                  | SWE                  | U.S.                 | U.S. Mod             | Album             |
| ------------------------------------------- | ----------------------- | -------------------- | -------------------- | -------------------- | -------------------- | -------------------- | -------------------- | -------------------- | -------------------- | -------------------- | -------------------- | -------------------- | -------------------- | -------------------- | -------------------- | -------------------- | -------------------- | -------------------- | -------------------- | -------------------- | ----------------- |
| 1992                                        | "All in the Mind"       | —                    | 1                    | —                    | —                    | —                    | —                    | —                    | —                    | —                    | —                    | —                    | —                    | —                    | —                    | —                    | —                    | —                    | —                    | —                    | Hors albums       |
| 1992                                        | "She's a Superstar"     | 66                   | 1                    | —                    | —                    | —                    | —                    | —                    | —                    | —                    | —                    | —                    | —                    | —                    | —                    | —                    | —                    | —                    | —                    | —                    | Verve EP          |
| 1992                                        | "Gravity Grave"         | 78                   | 1                    | —                    | —                    | —                    | —                    | —                    | —                    | —                    | —                    | —                    | —                    | —                    | —                    | —                    | —                    | —                    | —                    | —                    | Verve EP          |
| 1993                                        | "Blue"1                 | 69                   | 2                    | —                    | —                    | —                    | —                    | —                    | —                    | —                    | —                    | —                    | —                    | —                    | —                    | —                    | —                    | —                    | —                    | —                    | A Storm In Heaven |
| 1993                                        | "Slide Away"            | 98                   | 1                    | —                    | —                    | —                    | —                    | —                    | —                    | —                    | —                    | —                    | —                    | —                    | —                    | —                    | —                    | —                    | —                    | —                    | A Storm In Heaven |
| 1995                                        | "This Is Music"         | 35                   | 16                   | —                    | —                    | —                    | —                    | —                    | —                    | —                    | —                    | —                    | —                    | —                    | —                    | —                    | —                    | —                    | —                    | —                    | A Northern Soul   |
| 1995                                        | "On Your Own"           | 28                   | —                    | —                    | —                    | —                    | —                    | —                    | —                    | —                    | —                    | —                    | —                    | —                    | —                    | —                    | —                    | —                    | —                    | —                    | A Northern Soul   |
| 1995                                        | "History"               | 24                   | —                    | —                    | —                    | —                    | —                    | —                    | —                    | —                    | —                    | —                    | —                    | —                    | —                    | —                    | —                    | —                    | —                    | —                    | A Northern Soul   |
| 1997                                        | "Bitter Sweet Symphony" | 2                    | —                    | 3                    | 11                   | 15                   | 21                   | 5                    | 15                   | —                    | 6                    | 16                   | 37                   | —                    | 14                   | 15                   | 9                    | 10                   | 12                   | 4                    | Urban Hymns       |
| 1997                                        | "The Drugs Don't Work"  | 1                    | —                    | 3                    | 22                   | —                    | —                    | —                    | —                    | —                    | 9                    | 72                   | 87                   | —                    | 61                   | 10                   | 13                   | 18                   | —                    | —                    | Urban Hymns       |
| 1997                                        | "Lucky Man"             | 7                    | —                    | 16                   | —                    | —                    | —                    | 25                   | —                    | —                    | 16                   | 88                   | 89                   | —                    | —                    | 38                   | —                    | —                    | —                    | 16                   | Urban Hymns       |
| 1998                                        | "Sonnet"                | 742                  | —                    | —                    | —                    | —                    | —                    | —                    | —                    | —                    | —                    | —                    | —                    | —                    | —                    | 43                   | —                    | —                    | —                    | —                    | Urban Hymns       |
| 2008                                        | "Love Is Noise"         | 4                    | –                    | 7                    | 51                   | 29                   | 26                   | —                    | 26                   | 18                   | —                    | —                    | 26                   | 8                    | 65                   | 35                   | —                    | 10                   | —                    | —                    | Forth             |
| 2008                                        | "Rather Be"             | 56                   | —                    | —                    | —                    | —                    | —                    | —                    | —                    | —                    | —                    | —                    | —                    | —                    | —                    | —                    | —                    | —                    | —                    | —                    | Forth             |
| "–" note une absence ou une méconnaissance. |                         |                      |                      |                      |                      |                      |                      |                      |                      |                      |                      |                      |                      |                      |                      |                      |                      |                      |                      |                      |                   |

- 1 : Le single Sonnet est le seul à être sorti en 1998, les autres ayant été publiés la même année que l'album, en 1997.
- 2 : Le single Sonnet possédant 5 pistes, il a été rendu inchartable au Royaume-Uni. La position 74 indique les importations, mais en ajoutant les achats non-chartés, on atteint le top 20.